# Hofmann-Isonitrilsynthese
Die Hofmann-Isonitrilsynthese, auch als Hofmann-Carbylaminreaktion oder Hofmann-Carbylaminsynthese bekannt, ist eine Namensreaktion in der organischen Chemie. Die Reaktion ist nach dem deutschen Chemiker August Wilhelm von Hofmann (1818–1892) benannt, der 1868 erstmals über Isonitrile und deren Darstellung berichtete.

## Übersichtsreaktion
Bei der Hofmann-Isonitrilsynthese reagieren ein primäres Amin und Chloroform in Anwesenheit einer starken Base zu einem Isonitril.

## Reaktionsmechanismus
Nachfolgend wird ein möglicher Reaktionsmechanismus für die Hofmann-Isonitrilsynthese dargestellt:
Zunächst kommt es am Chloroform (2) zur nucleophilen Substitution durch das primäre Amin 1. Die so entstandene Verbindung wird zweimal durch ein Base deprotoniert, wodurch das Amid-Anion 3 entsteht. Durch erneute Deprotonierung und anschließende Eliminierung eines Chlorid-Ions (Cl⊖) entsteht das Isonitril 4.

## Anwendung
Isonitrile finden als Edukte in Mehrkomponentenreaktionen wie der Ugi-Reaktion und der Passerini-Reaktion Verwendung.
Die Reaktion wurde als Nachweis für primäre Amine verwendet, wobei die Isonitrile durch ihren unangenehmen Geruch erkannt wurden.